# Rete tranviaria di Merano
La rete tranviaria di Merano era costituita da due linee tranviarie entrambe originariamente a carattere extraurbano: la prima collegava la stazione ferroviaria con piazza Fontana a Maia Alta, allora comune autonomo, mentre la seconda collegava la piazza del Teatro con Foresta, nel comune di Lagundo.
La rete fu attiva fra il 1908 e il 1956, allorché venne sostituita con autoservizi.

## Storia

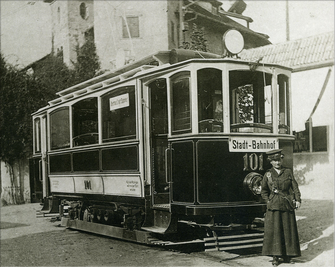
Elettromotrice delle tranvie meranesi con una conducente

Il 9 maggio 1908 fu inaugurata la prima parte della rete tranviaria di Merano collegante la stazione ferroviaria a piazza della Rena e a Foresta. A quel tempo, la città era già servita da un'altra linea tranviaria a carattere interurbano che la collegava a Lana. All'altezza dell'odierna piazza Teatro era possibile effettuare l'interscambio tra le due linee.
Il 10 ottobre 1908 fu inaugurato il restante tratto fra piazza della Rena e piazza Fontana.
Durante la prima guerra mondiale, il volume passeggeri diminuì per cui si decise di ridurre le corse e di vendere dei tram alla società esercente la tranvia Lana-Merano allo scopo di far cassa. A sua volta, nel 1917, questa società rivendette alla rete tranviaria di Innsbruck alcune rimorchiate appartenute alla tranvia urbana.
Il 1º gennaio 1936 la gestione della linee passò dalla Etschwerke alla Società Anonima Esercizi Riuniti (SAER), controllata dalla Breda.
Nel secondo dopoguerra, l'aumento della motorizzazione individuale e degli autobus diede il colpo di grazia alla tranvia, per cui il 24 maggio 1956 il servizio fu soppresso e la linea smantellata.

## Caratteristiche
|  |  |  | Unknown route-map component "uexKBHFa" |

|  |  |  | Unknown route-map component "uexhKRZWae" |

|  |  |  | Unknown route-map component "uexHST" |

|  | Continuation backward |  | Unused straight waterway |  |

|  | Station on track | Unknown route-map component "uexKBHFa" | Unused straight waterway |  |

| Unknown route-map component "uexKDSTaq" | Unknown route-map component "emKRZo" | Unknown route-map component "uexKRZ" | Unknown route-map component "uexABZgr" |  |

| Unknown route-map component "CONTgq" | One way rightward | Unused straight waterway | Unused straight waterway |  |

|  |  | Unused straight waterway | Unknown route-map component "uexHST" |  |

| Unknown route-map component "uexCONTgq" | Unused transverse waterway | Unknown route-map component "uexTBHFx" | Unknown route-map component "uexSTRr" |  |

|  |  | Unknown route-map component "uexHST" |

|  |  | Unknown route-map component "uexhKRZWae" |

|  |  | Unknown route-map component "uexKBHFe" |

La rete tranviaria aveva una lunghezza totale di 6,2 km, più un raccordo per il deposito, lungo circa 1 km.
Lo scartamento adottato fu quello ridotto da 1000 mm (metrico).
La pendenza massima era del 77 ‰ e il raggio di curvatura minimo era di 38 m.
Il servizio viaggiatori iniziava alla 6:00 per terminare alle 22:00 circa: il tratto dalla stazione ferroviaria a piazza della Rena veniva coperto in 7 minuti mentre il tratto da piazza Teatro a Foresta in 16. La frequenza dei tram normalmente era ogni 15 minuti, ma nella tratta urbana nelle ore centrali della giornata veniva dimezzata.

### Percorso
La rete tranviaria era composta da due tratte principali:
- La prima tratta partiva dalla stazione ferroviaria, proseguendo per piazza Mazzini e corso Libertà. In piazza Teatro incrociava la Lana-Merano per proseguire di fianco al Kursaal sopra il ponte della Posta fino a piazza Fontana, a Maia Alta.

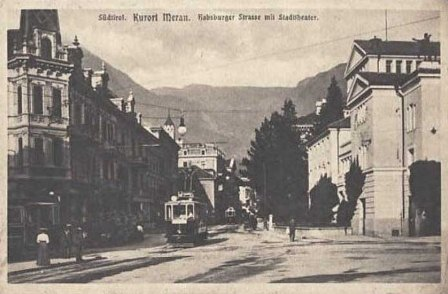
Tram per le strade cittadine

- La seconda tratta partiva da piazza Teatro proseguiva per via delle Corse, la strada della Val Venosta, per terminare infine vicino alla Birreria Forst a Foresta.

Da piazza Mazzini si diramava un raccordo di servizio per il deposito-officina aziendale, il quale era posto vicino al cimitero comunale dietro alla stazione. Di regola tale diramazione non veniva usata per il servizio passeggeri ad eccezione della ricorrenza di Ognissanti in cui era attivo un servizio a favore del cimitero. Al 2012, il deposito dei tram è impiegato come ricovero dei bus della SASA.
Esisteva inoltre un altro raccordo che collegava direttamente la stazione al Lacknerhof, per semplificare l'invio e il ricovero dei tram dalla linea per Foresta senza la necessità di passare dal centro.

## Materiale rotabile
Il parco rotabili era costituito da quattordici elettromotrici e da quattro carrozze rimorchiate; alcune di esse sono conservati presso il Tiroler Museumsbahnen e presso il museo Nostalgiebahnen in Kärnten.
Due elettromotrici furono cedute per il servizio sulla rete tranviaria di Bolzano, in seguito al prolungamento della linea per Gries avvenuto nel 1931.